# Levan Uchaneishvili
Levan Uchaneishvili (in alcuni film semplicemente Levani) (Tbilisi, 15 dicembre 1958) è un attore georgiano.

## Biografia
Ad eccezione della serie Tskhovreba Don Kikhotisa da Sancho Panchosi (prodotta da Spagna e Georgia), dal 1979 al 1990 recita esclusivamente in produzioni sovietiche. Nel 1992 prende parte al film per la televisione Stalin, prodotto da Stati Uniti e Ungheria, nel ruolo di Kaganovič. Nel 1996 appare in un episodio della serie televisiva X-Files e, sempre nello stesso anno, interpreta un pilota d'aereo nel film di fantascienza Independence Day. L'anno successivo è nel cast di Air Force One (1997) e di un episodio di JAG - Avvocati in divisa. Nel 1998 appare nel film Blade e nel 1999 in un episodio di Seven Days. Ha interpretato anche il personaggio di Zio Nikolai, un boss della mafia russa, nel film La 25ª ora (2002), di Spike Lee.

## Filmografia parziale
- Independence Day, regia di Roland Emmerich (1996)
- Air Force One, regia di Wolfgang Petersen (1997)
- Blade, regia di Stephen Norrington (1998)
- Virus, regia di John Bruno (1999)
- La 25ª ora (25th Hour), regia di Spike Lee (2002)
- Shadow Man - Il triangolo del terrore (Shadow Man), regia di Michael Keusch (2006)